# ميخائيل بيتر اولسن
ميخائيل بيتر اولسن هو منتج أسطوانات وملحن كندي، ولد في 28 يونيو 1974.

## روابط خارجية
- ميخائيل بيتر اولسن على موقع IMDb (الإنجليزية)
- ميخائيل بيتر اولسن على موقع ميوزك برينز (الإنجليزية)
- ميخائيل بيتر اولسن على موقع ديسكوغز (الإنجليزية)